# Rio do Prado
Rio do Prado is een gemeente in de Braziliaanse deelstaat Minas Gerais. De gemeente telt 4.412 inwoners (schatting 2009).

## Aangrenzende gemeenten
De gemeente grenst aan Bertópolis, Felisburgo, Palmópolis en Rubim.